# دی‌فنیل کربنات
دی‌فنیل کربنات (به انگلیسی: Diphenyl carbonate) با فرمول شیمیایی C۱۳H۱۰O۳ یک ترکیب شیمیایی است. که جرم مولی آن ۲۱۴٫۲۱۶ g/mol می‌باشد. 